# Jim Sarbh
Jim Sarbh (Mumbai, 27 de agosto de 1987) é um ator indiano. Fez sua estreia no cinema como o antagonista na cinebiografia Neerja (2016), que lhe rendeu críticas positivas. Ganhou mais destaque por interpretar papéis antagônicos no drama de época Padmaavat (2018) e na cinebiografia Sanju (2018), ambos classificados entre os filmes indianos de maior bilheteria de todos os tempos. Ele também participou de filmes como A Death in the Gunj (2017), Gangubai Kathiawadi (2022) e Mrs Chatterjee Vs Norway (2023).
Em 2022, ele interpretou Dr. Homi Bhabha na série Rocket Boys, pelo qual recebeu vários prêmios, incluindo uma indicação de Melhor Ator no 51º Prêmio Emmy Internacional.

## Filmografia

### Cinema
| Ano  | Título                              | Papel                |
| ---- | ----------------------------------- | -------------------- |
| 2014 | Shuruaat Ka Interval                | Vaz                  |
| 2016 | Neerja                              | Khalil               |
| 2016 | Yashodhara                          |                      |
| 2016 | 3 and 1/2 takes                     |                      |
| 2017 | A Death in the Gunj                 | Brian McKenzie       |
| 2017 | Raabta                              | Zack Merchant/Qaabir |
| 2017 | Teen Aur Aadha                      | Natraj               |
| 2018 | Padmaavat                           | Malik Kafur          |
| 2018 | Sanju                               | Zubin Mistry         |
| 2018 | The Wedding Guest                   | Deepesh              |
| 2018 | Jonaki                              | Lover                |
| 2019 | Sometimes, I Think About Dying      | Robert               |
| 2019 | Photograph                          | Rajveer              |
| 2019 | House Arrest                        | Jamshed Daneja       |
| 2020 | Taish                               | Rohan Karla          |
| 2020 | Yeh Ballet                          | Academy Head         |
| 2020 | Beneath a Sea of Lights             | Jimmy                |
| 2021 | The Tales of Boo Boo and Cuddly Poo | Ele mesmo            |
| 2022 | Gangubai Kathiawadi                 | Hamid Fezi           |
| 2023 | Mrs Chatterjee Vs Norway            | Daniel Singh Ciupek  |

### Televisão
| Ano  | Título                                | Papel          | Canal/streaming    |
| ---- | ------------------------------------- | -------------- | ------------------ |
| 2018 | Smoke                                 | Roy            | Eros Now           |
| 2019 | Made in Heaven                        | Adil Khanna    | Amazon Prime Video |
| 2019 | Flip                                  | Keki           | Eros Now           |
| 2022 | Eternally Confused and Eager for Love | Wiz            | Netflix            |
| 2022 | Rocket Boys                           | Homi J. Bhabha | SonyLIV            |
| 2022 | Four More Shots Please!               | Sean Lobo      | Amazon Prime Video |